# Wyspa Rastorgujewa
Wyspa Rastorgujewa (ros. Остров Расторгуева) – trzecia w kolejności od zachodu i co do wielkości wyspa w archipelagu Wysp Kamiennych na Morzu Karskim. Wyspa położona 27,2 km od stałego lądu ma kształt przewróconej ósemki o długości 16 km i średniej szerokości 3 km. Najwyższy punkt wyspy sięga 132 m. Obecnie wyspa jest niezamieszkana. Flora i fauna są typowe dla arktycznej tundry, a w związku z zimową pokrywą lodową możliwa jest migracja zwierząt lądowych między wyspami archipelagu a stałym lądem.
Wraz z całym archipelagiem wyspa należy do Kraju Krasnojarskiego i stanowi część jednego z największych na świecie rezerwatów przyrody – Wielkiego Rezerwatu Arktycznego.
Wyspa została nazwana na cześć oficera jakuckiego pułku kozaków Stiepana Rastorgujewa (1864–1904).
Latem 1956 roku przez miesiąc u brzegu wyspy kotwiczyło 7 polskich statków, których załogi wielokrotnie na niej lądowały, odwiedzając m.in. jej jedynych ówczesnych mieszkańców – 3-osobową rodzinę zesłańców o nazwisku Karczenko, zamieszkującą domek z bali położony na południowo-zachodnim krańcu.